# Asparuchovo (distrikt i Bulgarien, Pleven)
Asparuchovo (bulgariska: Аспарухово) är ett distrikt i Bulgarien.   Det ligger i kommunen Obsjtina Levski och regionen Pleven, i den centrala delen av landet, 160 kilometer nordost om huvudstaden Sofia.
Trakten runt Asparuchovo består till största delen av jordbruksmark. Runt Asparuchovo är det ganska tätbefolkat, med 58 invånare per kvadratkilometer.